# TIFF 2024
Cea de-a 23-a ediție a Festivalului Internațional de Film Transilvania are loc în perioada 14 iunie - 24 iunie 2024 la Cluj-Napoca.
Trofeul Transilvania este acordat filmului Girls Will Be Girls de Shuchi Talati, premiul regizoral este acordat lui Sebastián Quebrada pentru El otro hijo, iar premiul pentru cea mai bună interpretare este acordat lui Hassan Pourshirazi pentru rolul din The Old Bachelor.

## Juriu competiție
- Sibel Kekilli – actriță germană
- Hafsteinn Gunnar Sigurðsson – regizor și scenarist islandez
- Konstantinos Kontovrakis – critic de film, producător
- Markéta Šantrochová – directoarea Centrului Cinematografiei din Cehia
- Paul Negoescu – regizor român

## Filmele din competiția oficială
| Titlu în românește‎  | Titlu original      | Țara          | Regizor                               |
| ------------------- | ------------------- | ------------- | ------------------------------------- |
| Bătrânul burlac     |                     | Iran          | Oktay Baraheni                        |
| Cadru permanent     | La imatge permanent | Franța        | Laura Ferrés                          |
| Celălalt fiu        | El otro hijo        | Argentina     | Sebastián Quebrada                    |
|                     | Daniel Auerbach     | Israel        | David Volach                          |
|                     | Day Tripper         | China         | Yanqi Chen                            |
| Fata îndărătnică    | The Adamant Girl    | India         | Vinothraj Palani                      |
| Fetele tot fete     | Girls Will Be Girls | India         | Shuchi Talati                         |
| Frate de-o vară     | Zomervacht          | Țările de Jos | Joren Molter                          |
| Hipnoza             | Hypnosen            | Norvegia      | Ernst De Geer                         |
| Omul de argilă      | L'Homme d'argile    | Franța        | Anaïs Tellenne                        |
| Punct de trecere    | Toll                | Brazilia      | Carolina Markowicz                    |
| Unde merg elefanții |                     | România       | Gabi Virginia Sarga și Catalin Rotaru |

## Film de deschidere
| Titlu în românește‎ | Titlu original | Țara   | Regizor    |
| ------------------ | -------------- | ------ | ---------- |
|                    | Dogman         | Franța | Luc Besson |

## Filme de inchidere
| Titlu în românește‎    | Titlu original   | Țara   | Regizor                       |
| --------------------- | ---------------- | ------ | ----------------------------- |
| Fericiții câștigători | Heureux Gagnants | Franța | Maxime Govare și Romain Choay |

## Premii
- Trofeul Transilvania – The Adamant Girl, regia Vinothraj Palani
- Premiul pentru Cea mai bună regie - Sebastián Quebrada pentru El otro hijo
- Premiul Special al Juriului - The Adamant Girl, regia Vinothraj Palani
- Premiul pentru Cea mai bună interpretare – Hassan Pourshirazi pentru rolul din The Old Bachelor
- Mențiunea Specială a Juriului - Jarne Heylen și Joël in ‘t Veld, pentru rolurile din filmul Frate de-o vară Summer Brother, regia Joren Molter
- Premiul publicului - Summer Brother, regia Joren Molter